# Elaeocarpus habbemensis
Elaeocarpus habbemensis är en tvåhjärtbladig växtart som beskrevs av Albert Charles Smith. Elaeocarpus habbemensis ingår i släktet Elaeocarpus och familjen Elaeocarpaceae. Inga underarter finns listade i Catalogue of Life.